# Szpital kolejowy w Wilnie
Szpital kolejowy w Wilnie - został zbudowany w 1901 roku (zabudowa pawilonowa) i na owe był szpitalem bardzo nowoczesnym. Budynki były rozrzucone w naturalnym lesie sosnowym.

## Historia
Po otwarciu linii kolejowej Petersburg–Warszawa dla kolejarzy i wojska w latach 1905–1911 zbudowano szpital, który został oddany do użytku w 1912 roku.
Graniczył od zachodu z ul. Legionów, od wschodu z urwistym zboczem żwirowni, a od południa z ul. Wilczą Łapą. Zajmował ok. 30 ha powierzchni, był położony na terenie lekko opadającym w kierunku Wilii. Szpital miał własną oczyszczalnię ścieków, a główny budynek posiadał centralne ogrzewanie. Na jego teren prowadziła bocznica kolejowa, a całe zaopatrzenie odbywało się za pomocą transportu Polskich Kolei Państwowych. Była też stała linia pasażerska, jeździł parowóz z dwoma wagonikami do Dyrekcji Kolejowej. Potem tę linię zlikwidowano, a wprowadzono autobusy popularnie zwane arbonami. Kursowały one na trasie Szpital — dworzec PKP.
W latach 1920–1930 dyrektorem szpitala był dr Sułkowski, a potem dr Józef Tymiński. Na terenie szpitala znajdowała się kaplica. W okresie międzywojennym rozbudowano sale operacyjne i założono gabinet RTG. Istniał także oddział hydroterapii, urządzenia do gimnastyki leczniczej. Szpital miał też własną piekarnię, tuczarnię świń, ogród, lodownię i olbrzymie piwnice.
Teren szpitala był bardzo starannie utrzymany i, dzięki ostatniemu dyrektorowi dr. Józefowi Tymińskiemu, ozdobiony licznymi krzewami róż. W szpitalu pracowali wybitni lekarze: dr Tymiński – chirurg, dr Aleksander Karnicki i dr Dobrzański – ginekolodzy, dr Sułkowski - radiolog, dr Świca – internista, dr Czarnocki – laryngolog.
Były tu następujące oddziały: chirurgia, interna, neurologia, położnictwo, ginekologia, laryngologia, okulistyka i ftyzjatria. Pacjentami byli przeważnie kolejarze (płacili 10% opłat) oraz inni pacjenci, których stać był na dość wysoką opłatę – 8 zł dziennie. Na terenie szpitala mieszkali też pracownicy z rodzinami.
Jesienią 1939 szpital zajęli Rosjanie. Administrowali do czerwca 1941. Potem szpital zajęły wojska niemieckie dla swoich chorych i rannych. Od stycznia 1942 do października 1943 w szpitalu przebywali Hiszpanie. W dniu 29 czerwca 1944 teren szpitala został zbombardowany przez Rosjan.
Podczas wojny na konspiracyjnego komendanta szpitala został wyznaczony dr Jan Janowicz.
Do 1953 roku był nazywany „Szpitalem Dworca Wileńskiego”.
Po wojnie szpital odbudowano i dalej jest wykorzystywany.